# 圖像軟件

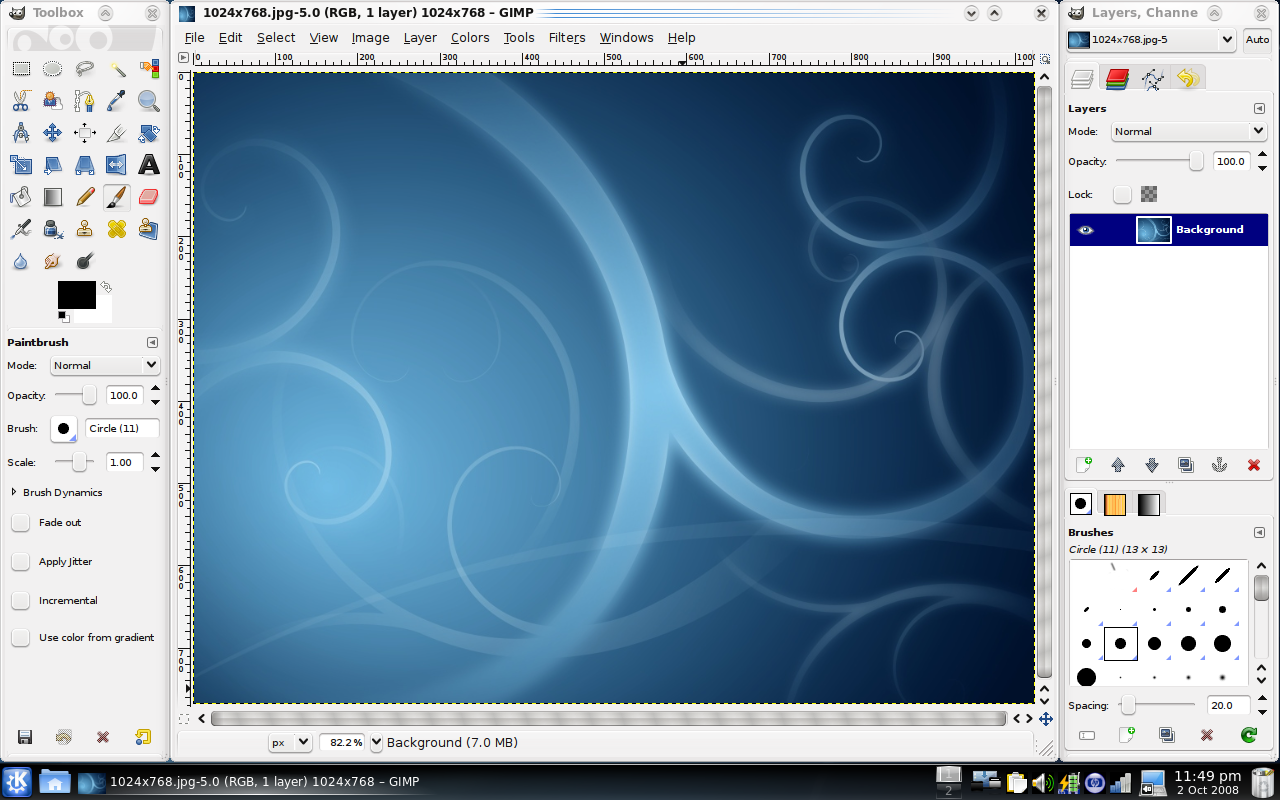
GIMP螢幕截圖，是一種點陣圖編輯軟體

绘图软件泛指所有用於图像处理的軟體。一般的繪圖軟體分為點陣圖編輯軟體和向量圖編輯軟體兩種。繪圖軟體相對於传统绘画的優點是可以藉由電腦代工處理重複性的工作來節省大量时间，且通常繪圖軟體的操作是可以撤销的，比較不用担心繪圖上的錯誤。在设计行业中绘图软件已经取代传统绘画成为了主要創作方式。

## 種類

### 點陣圖編輯軟體
編輯的圖檔類型點陣圖的繪圖軟體，將圖片分割為若干個像素，每個像素紀錄其圖片上的座標和顏色。
例如：
- Corel Painter
- GIMP
- Photoshop
- Paint Tool SAI
- IllustStudio（日语：IllustStudio）
- Clip Studio Paint
- Krita
- MyPaint
- openCanvas（日语：openCanvas）
- Paint.NET

### 向量圖編輯軟體
編輯的檔案圖型是向量圖的繪圖軟體，將圖片分割成若干形狀，形狀可為任意多邊形、曲線等，以數學方式推算出其圖型。
例如：
- Inkscape
- Illustrator
- CorelDRAW